# Teòcrest el Vell
|  | Per a altres significats, vegeu «Teòcrest (escriptor)». |

Teòcrest el Vell (en llatí Theochrestus, en grec antic Θεόχρηστος) va ser un esportista grec, nascut a Cirene que va guanyar una victòria a les carreres de carros als jocs olímpics, a la 105 Olimpíada, l'any 360 aC. El seu net, Teòcrest el Jove, va guanyar també a les carreres de quadrigues l'any 300 aC.